# Sarophorum ledermannii
Sarophorum ledermannii är en svampart som beskrevs av Syd. & P. Syd. 1916. Sarophorum ledermannii ingår i släktet Sarophorum och familjen Trichocomaceae.   Inga underarter finns listade i Catalogue of Life.